# Karpuzlu
Karpuzlu ist eine Stadt im gleichnamigen Landkreis der türkischen Provinz Aydın und gleichzeitig ein Stadtbezirk der 2012 geschaffenen Büyükşehir belediyesi Aydın (Großstadtgemeinde/Metropolprovinz). Nordwestlich der Stadt befindet sich die Yaylakavak-Talsperre. Laut dem Stadtlogo wurde der Ort 1984 zu einer Belediye (Gemeinde erhoben).
Seit einer Gebietsreform 2014 ist der Landkreis flächen- und einwohnermäßig identisch mit der Kreisstadt, alle ehemaligen Dörfer und Gemeinden des Kreises wurden Mahalle (Stadtviertel) der Stadt.

## Sehenswertes
In unmittelbarer Nähe der Kreisstadt liegen die bemerkenswerten Ruinen der antiken karischen Stadt Alinda.